# Peter McDonald (Schauspieler)
Peter McDonald (* 28. Januar 1972 in Dublin) ist ein irischer Schauspieler und Regisseur für Film, Fernsehen und Theater. Sein Kurzfilm Pentecost wurde 2012 für den Oscar nominiert.

## Leben
Peter McDonald wuchs in Mount Merrion, Süd-Dublin auf. Seine Mutter Brenda Costigon ist eine Kochbuchautorin. Er schloss das Trinity College in Dublin ab und studierte anschließend am University College Dublin Englisch und schloss mit einem Bachelor of Arts sowie einem Master of Fine Arts in Englisch. Bereits an der Universität begann er Theater zu spielen, anschließend arbeitete er für die „Fly By Nights Theatre Company“, bei der er in mehreren Stücken von Conor McPherson auftrat.
Seine Filmkarrieres startete 1997 mit Tough Boys – Zwei rechnen ab. Er trat außerdem in mehreren Fernsehserien auf. 2000 gewann er den Irish Film and Television Awards als Bester Schauspieler für den Film Saltwater.
2011 drehte er den Kurzfilm Pentecost, der 2012 für den Oscar nominiert wurde.

## Filmografie (Auswahl)
- 1997: Tough Boys – Zwei rechnen ab (I Went Down)
- 1999: Felicia, mein Engel (Felicia’s Journey)
- 2000: Nora – Die leidenschaftliche Liebe von James Joyce (Nora)
- 2000: Sein letzter Coup (The Opportunists)
- 2000: Saltwater
- 2001: Sin noticias de Dios
- 2003: Killing Hitler (Dokumentarfilm)
- 2004: Sea of Souls (Fernsehserie)
- 2005: Shadow of the Sword – Der Henker (The Headsman)
- 2010: Your Bad Self (Fernsehserie, auch Drehbuch)
- 2011: Pfingsten (Pentecost) (Kurzfilm, Regie und Drehbuch)
- 2012: Titanic (Fernsehserie)
- 2012: Moone Boy (Fernsehserie)
- 2019: Die Erlösung der Fanny Lye (Fanny Lye Deliver’d)
- 2022: The Batman
- 2024: The Penguin (Miniserie)
- 2024: Bagman